# دائرة بوزريعة
دائرة بوزريعة إحدى دوائر الجزائر التابعة لولاية الجزائر. عاصمتها هي بوزريعة وتضم بلديات بوزريعة و‌بني مسوس و‌بن عكنون و‌الأبيار.

## مواضيع ذات صلة
- تاريخ ولاية الجزائر
- دوائر ولاية الجزائر
- بلديات ولاية الجزائر